# Mirogniew (województwo zachodniopomorskie)
Mirogniew (do 1945 niem. Woltershof) – osada w Polsce położona w województwie zachodniopomorskim, w powiecie gryfińskim, w gminie Mieszkowice.
W latach 1975–1998 miejscowość administracyjnie należała do województwa szczecińskiego.

## Demografia
Ludność w ostatnich 3 stuleciach:

## Historia
- 1 połowa XIX w. – na gruntach rolnych należących do miasta Mieszkowice powstaje Mirogniew
- 1840 – Mirogniew liczy 16 mieszkańców; określany jest mianem Ackerwirtschaft – gospodarki opartej na uprawie roli[4]
- 1863 – właścicielem majątku jest P. Wolter[7]
- 1864 – Mirogniew liczy 49 mieszkańców, jest tu owczarnia i cegielnia[5]